# Anežka Opolská
Anežka Opolská (po 1348 – 1409 nebo 1413) byla druhá manželka markrabího Jošta Moravského, moravská markraběnka (1375–1411), římsko-německá královna (1410–1411), lucemburská vévodkyně (1388–1411) a braniborská markraběnka (1397–1411). Byla dcerou Boleslava II. Opolského a pocházela z dynastie Slezských Piastovců.

## Život
Anežka se provdala za Lucemburka Jošta Moravského v roce 1374. Jošt byl podle starší historické literatury ženat dvakrát, přičemž jeho první manželka Alžběta Opolská (Anežčina mladičká neteř) zemřela krátce předtím. Obě manželství ovšem zůstala bezdětná. Jošt tak byl posledním Lucemburkem, který na Moravě vládl. V roce 1410 byl Jošt zvolen římskoněmeckým králem, ale zemřel pravděpodobně na otravu jen o několik měsíců později (18. ledna 1411).
Anežka zemřela podle některých zdrojů v roce 1409. Svědčí o tom záznam o výdajích na zádušní mše za ni ve znojemských kostelech. Jiné zdroje uvádějí, že Anežka svého muže Jošta o dva roky přežila a zemřela v roce 1413.